# 西瓜波

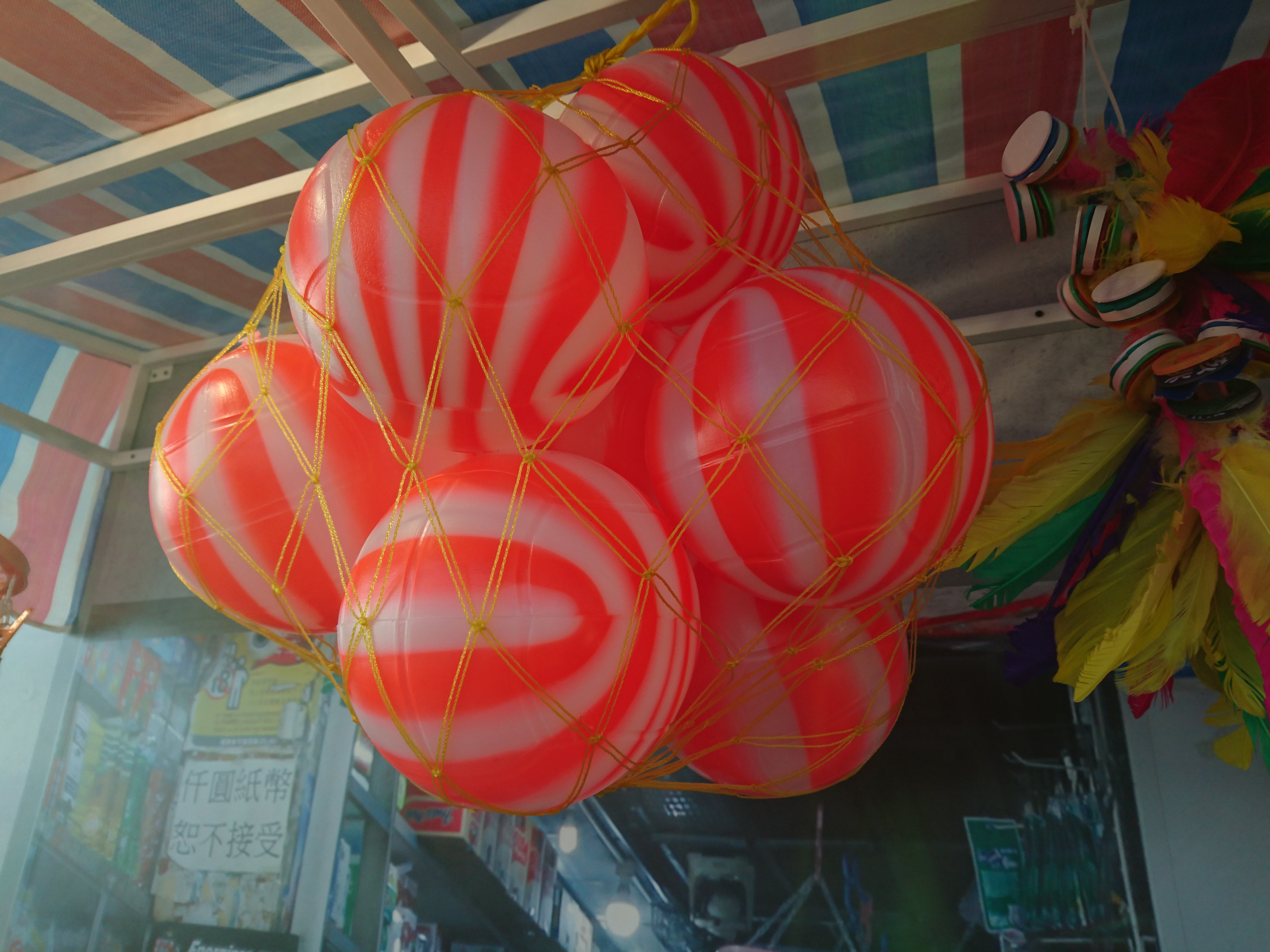
幾個西瓜波

西瓜波，又稱紅白波，是香港在1960至1970年代流行的一種球類玩具，是一種於1959年在香港生產的塑膠製成品，表面的顏色大多由紅色及白色的間條組成，呈現類似西瓜的模樣。

## 製造
據說西瓜波的出現是源於香港工業家蔣震在1959年開發出一台新型的擠壓吹塑機器，能夠同時噴出兩種顏色的塑料，可以一次過做出結合兩種顏色的塑膠製成品，但因為兩種顏色之間的邊界不易形成工整的直線，每件製品的顏色邊界難以做到一致，在應用上受到一定的限制，卻適合生產外觀像西瓜的玩具球，而製造出來的西瓜波每個的紋理都不相同，成為其有趣之處。對比起只得單一顏色的玩具球，由兩種色彩組成及貌似西瓜的玩具球更能吸引兒童，因此這款雙色擠壓吹塑機便被用來大量生產西瓜波，而且使用這款機器生產西瓜波的成本很低，所以西瓜波的售價低廉。1950及1960年代的一般香港家庭收入不多，兒童不易獲得玩具，而且居住空間普遍狹窄，又因為當年很多小學都缺乏獨立校舍，很多學童只能在天台小學就學，由於校舍缺乏課外活動的空間，為免踢球導致門窗損壞，故此不能讓學生玩傳統的球類，只能夠給學生玩西瓜波，因此這種廉價的球類玩具便在1960年代流行起來，至1970年代因為十年建屋計劃及義務教育的推行，新建的公屋及學校校舍都設有球場及遊樂空間，兒童的玩具類型也日漸豐富，西瓜波在1980年代開始式微，最後沒有廠家繼續生產。

## 其他
由於亞歷山大丹尼士的標誌與西瓜波相似，因此不少香港巴士迷稱之為「西瓜波」。